# Ekko af et skud
Ekko af et skud er en dansk film fra 1970.
- Manuskript og instruktion Erik Frohn Nielsen efter en roman af Erik Aalbæk Jensen.

Blandt de medvirkende kan nævnes:
- Ole Ishøy
- Brigitte Kolerus
- Inger Rauf
- Jørgen Mydtskov
- Hardy Rafn
- Niels Vigild
- Jørgen Weel
- Annemette Svendsen